# Sessions@AOL (Fort Minor)
Sessions@AOL è il primo EP del gruppo musicale statunitense Fort Minor, pubblicato il 18 luglio 2006 dalla Warner Bros. Records.

## Descrizione
Pubblicato per il solo download digitale, contiene l'audio di parte del concerto tenuto dal gruppo per conto del programma televisivo Sessions@AOL il 2 novembre 2005 a Los Angeles.

## Tracce
1. Remember the Name (featuring Styles of Beyond) (Live) – 3:30
2. High Road (Live) – 3:28
3. There They Go (Live) – 2:37
4. Believe Me (featuring Eric Bobo and Styles of Beyond) – 5:05
5. Petrified (Live) – 3:33

## Formazione
- Mike Shinoda – voce
- Styles of Beyond
  - Ryu – voce
  - Tak – voce
  - DJ Cheapshot – giradischi
- Beatdown – batteria
- Black Violin – violino e violoncello
- Eric Bobo – Latin Percussion (traccia 4)